# Armand Clabaut
Armand Clabaut OMI (* 20. August 1900 in Marquette-lez-Lille, Frankreich; † 17. Januar 1966) war ein französischer Ordensgeistlicher und römisch-katholischer Koadjutorvikar von Baie d’Hudson.

## Leben
Armand Clabaut trat der Ordensgemeinschaft der Oblaten der Unbefleckten Jungfrau Maria bei und empfing am 4. Juli 1926 das Sakrament der Priesterweihe. 
Am 1. Juli 1937 ernannte ihn Papst Pius XI. zum Titularbischof von Troas und zum Koadjutorvikar von Baie d’Hudson. Der Apostolische Vikar von Baie d’Hudson, Louis-Eugène-Arsène Turquetil OMI, spendete ihm am 21. August desselben Jahres die Bischofsweihe; Mitkonsekratoren waren der Apostolische Vikar von Mackenzie, Gabriel Breynat OMI, und der Apostolische Vikar von Keewatin, Martin Joseph-Honoré LaJeunesse OMI.
Armand Clabaut trat 1940 als Koadjutorvikar von Baie d’Hudson zurück. Clabaut nahm an allen vier Sitzungsperioden des Zweiten Vatikanischen Konzils teil.